# Thalassoleon
Thalassoleon (letteralmente «leone degli oceani») è un genere comprendente varie specie estinte di otarie orsine vissute nel Pacifico del Nord, i cui fossili sono stati ritrovati in California (T. mexicanus al sud, T. macnallyae al centro). Questo genere è vissuto durante il Miocene Superiore e l'inizio del Pliocene. Inoltre esiste una specie (T. inouei) ritrovata in Giappone la quale viene usata come sinonimo della specie T. macnallyae per i fossili trovati nella regione orientale.

## Caratteristiche
La femmina era il 50% della grandezza del maschio, simile alle caratteristiche delle foche moderne.
La specie T. mexicanus aveva una grandezza comparabile alle più grandi foche, con un peso stimato tra i 295 kg e i 300 kg.